# Austrothaumalea setipennis
Austrothaumalea setipennis är en tvåvingeart som beskrevs av Edwards 1930. Austrothaumalea setipennis ingår i släktet Austrothaumalea och familjen mätarmyggor. Inga underarter finns listade.